# Vulcan (Canada)
Vulcan is een plaats in de Canadese provincie Alberta. In 2006 telde het 1.940 inwoners.
Het plaatsje werd in 1915 gesticht als stopplaats voor de Canadian Pacific Railway en vernoemd naar de Romeinse god Vulcanus. In haar begindagen werden alle straten naar Romeinse goden vernoemd.
Door haar naam, die dezelfde is als die van de planeet Vulcan uit de serie Star Trek, staat de stad enigszins in het teken van de SF-serie.

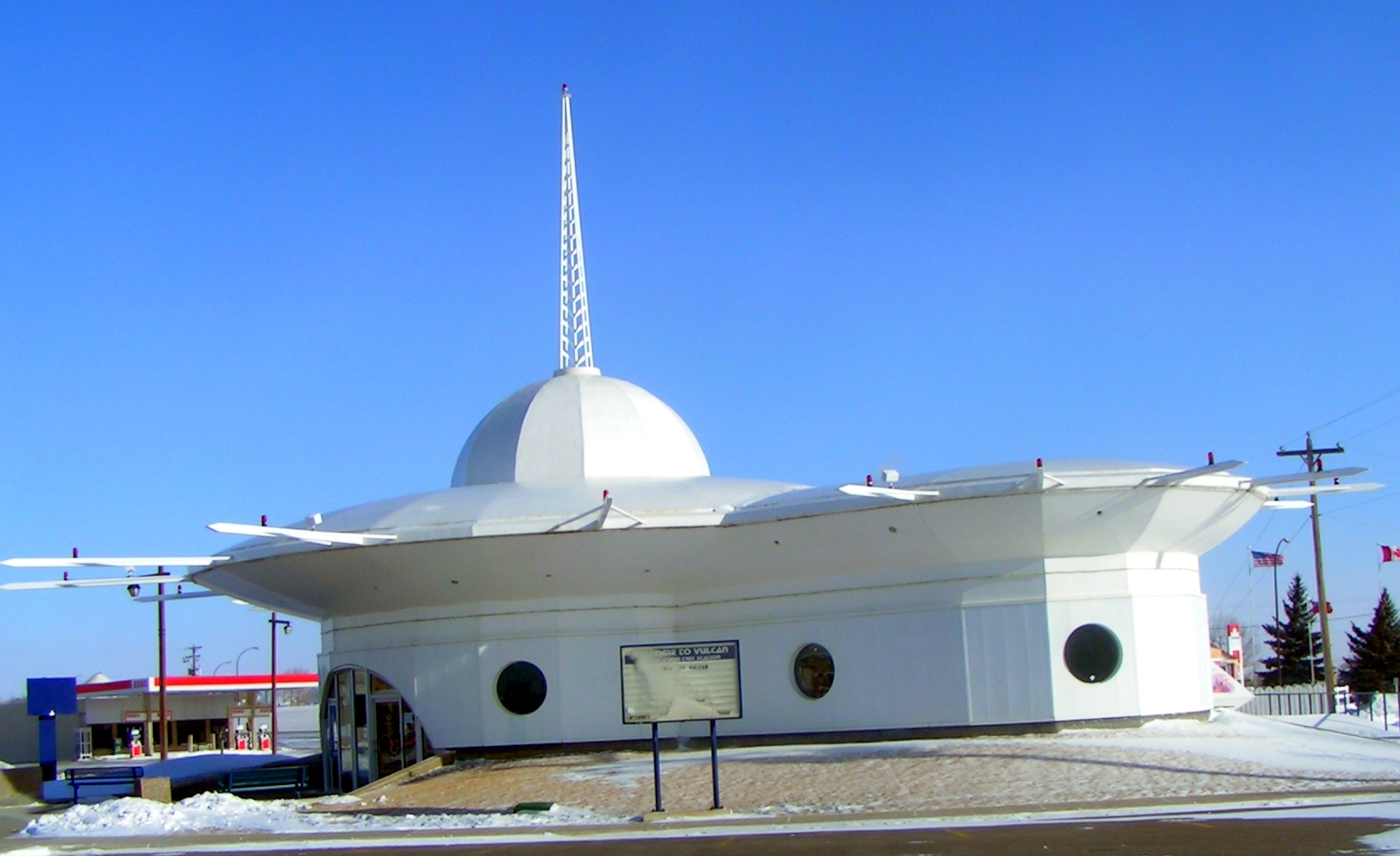
Het bezoekerscentrum
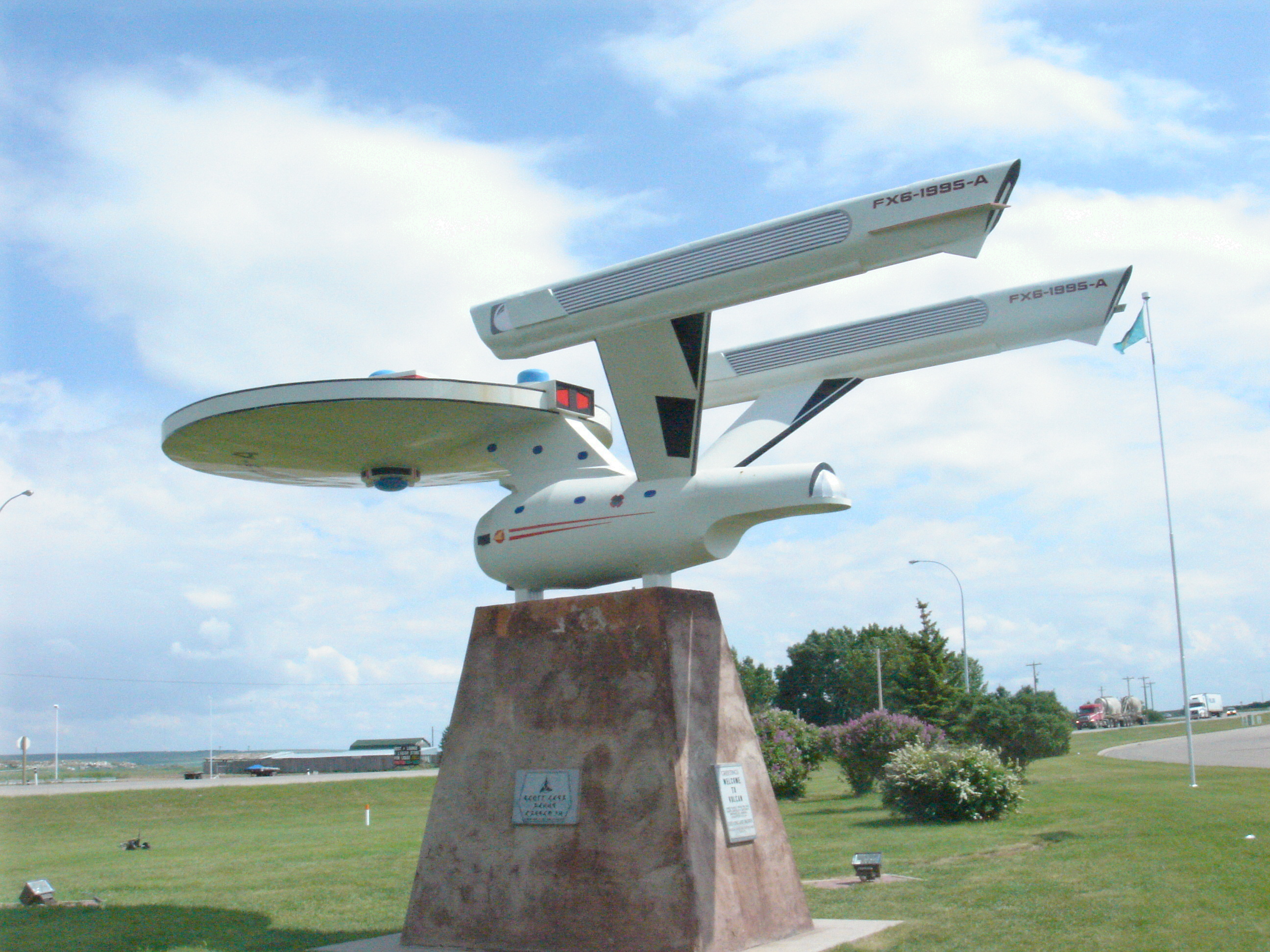
Beeld van de Enterprise